# Passage Robeson
Le passage Robeson  aussi appelé canal Robeson (en anglais Robeson Channel) est l'extrémité nord du détroit de Nares, passage entre le Groenland et l'île la plus septentrionale du Canada (82° 00′ N, 61° 30′ O). Le canal relie le passage Kennedy au sud et la mer de Lincoln (océan Arctique) au nord. Il est pris en permanence dans les glaces.
Il est long d'environ 80 km pour une largeur variant de 18 à 29 km. Alert (Nunavut), l'établissement habité de manière permanente le plus au nord au monde se trouve à proximité.